# Alfred Wills
Pour les articles homonymes, voir Wills.
Alfred Wills, né le 11 décembre 1828 et mort le 9 août 1912, est un juge et alpiniste anglais.

## L'homme de droit
Second fils de William Wills, juge de paix d'Edgbaston à Birmingham, il fait ses études au University College de Londres où il obtient son titre de Bachelor of Arts en 1849, et de Bachelor of Laws en 1851. La même année, il devient barrister du Middle Temple et Conseil de la Reine en 1872. De 1881 à 1884 il est premier recorder (en) de Sheffield, puis juge du Queen's and King's Bench de la Haute Cour de Justice d'Angleterre de 1884 à 1905. Il est surtout connu pour avoir présidé le tribunal qui condamne Oscar Wilde en 1895 à la peine maximale de deux ans de travaux forcés pour homosexualité.

## L'alpiniste
En alpinisme, son ascension du Wetterhorn, au-dessus de Grindelwald dans les Alpes bernoises, en 1854 (qu'il pensait par erreur être la première), est traditionnellement considérée comme marquant le début de l'âge d'or de la conquête des Alpes. À partir de cette époque l'alpinisme devient un sport à la mode dans la bonne société britannique victorienne. Wills devient le troisième président de l'Alpine Club de 1863 à 1865.

## Le refuge Alfred Wills
Alfred Wills se fait construire un « chalet de plaisance », l'Eagle's Nest (« le Nid d'Aigle »), en 1858 sur la commune de Sixt-Fer-à-Cheval à l'alpage des Fonts. Ce chalet demeure toujours et surplombe les gorges du Giffre des Fonts, à l'entrée de l'alpage[réf. nécessaire]. Ses enfants font ensuite bâtir une dépendance au collet d'Anterne à l'entrée du plateau d'Anterne, disparue aujourd'hui ; il ne reste que des ruines des fondations. Le refuge Alfred Wills est construit dans les années 1980 par la commune de Sixt-Fer-à-Cheval dans le village d'alpage d'Anterne.

## Publications

### Droit
- Avec son père William Wills : An essay on the principles of circumstantial evidence : illustrated by numerous cases, T. & J.W. Johnson, 1872

### Alpinisme et montagne
- An ascent of Mont Blanc together with some remarks on glaciers, A. Schulze, 1858
- Wandering among the high Alps, R. Bentley, 1856 en entier sur googlebooks
- "The eagle's nest" in the valley of Sixt: a summer home among the Alps: together with some excursions among the great glaciers, Longman, Green and Roberts, 1860 en entier sur googlebooks
  - (fr) Le nid d'Aigle et l'ascension du Wetterhorn, Meyrueis, 1864
- Sir Alfred Wills, Peter Guthrie Tait, John Ruskin, George Forbes Theory of the glaciers of Savoy Macmillan and co., 1874